# Chalcoscirtus sublestus
Chalcoscirtus sublestus är en spindelart som först beskrevs av John Blackwall 1867.  Chalcoscirtus sublestus ingår i släktet Chalcoscirtus och familjen hoppspindlar. Inga underarter finns listade i Catalogue of Life.